# Arístides Rojas
Arístides Fabián Rojas Aranda (Limpio, 1970. augusztus 1. –) paraguayi labdarúgócsatár.
A paraguayi válogatott színeiben részt vett az 1998-as labdarúgó-világbajnokságon.